# Cross Off
Cross Off è un singolo del chitarrista statunitense Mark Morton, pubblicato l'8 gennaio 2019 come secondo estratto dal primo album in studio Anesthetic.

## Descrizione
Traccia d'apertura dell'album, il brano ha visto la partecipazione vocale di Chester Bennington dei Linkin Park, una delle sue ultime registrazioni antecedenti alla morte avvenuta nel luglio 2017. Il chitarrista dei Lamb of God ha inizialmente composto una prima versione in collaborazione con il produttore Josh Wilbur e il musicista Jake Oni prima di entrare in contatto con Bennington; il cantante, apprezzata l'idea, ha apportato la stesura definitiva contribuendo a nuove idee musicali e al testo.

## Video musicale
Il video, diretto da Roboshobo, è stato pubblicato il 5 marzo 2019 attraverso il canale YouTube del chitarrista e mostra quest'ultimo suonare il brano insieme a Paolo Gregoletto e Alex Bent dei Trivium.

## Tracce
1. Cross Off (feat. Chester Bennington) – 4:13 (Mark Morton, Chester Bennington, Jake Oni, Josh Wilbur)

## Formazione
- Mark Morton – chitarra
- Chester Bennington – voce
- Paolo Gregoletto – basso
- Alex Bent – batteria